# Noarootsi (obec)
Obec Noarootsi (estonsky Noarootsi vald) je bývalá samosprávná obec náležející do estonského kraje Läänemaa. V roce 2017 byla začleněna do obce Lääne-Nigula.

## Poloha
Obec se nacházela na severozápadním okraji pevninské části Estonska, 100 km západně od Tallinnu, jen Haapsalským zálivem odděleno od krajského města Haapsalu. Velkou část celkové rozlohy 296 km² zaujímá poloostrov Noarootsi. K obci patří též ostrovy Osmussaar (481 ha), Mõisasaar (15 ha), Umpasaar (8,7 ha), Ulasrahu (6,8 ha) a několik menších ostrůvků.

## Obyvatelstvo
Na území zrušené obce žije téměř 1000 obyvatel ve 23 vesnicích (v závorce švédské názvy): Aulepav (Dirslätt), Dirhami (Derhamn), Einbi (Enby), Elbiku (Ölbäck), Hara (Harga), Hosby, Höbringi (Höbring), Kudani (Gutanäs), Osmussaare (Odensholm), Paslepa (Pasklep), Pürksi (Birkas), Riguldi (Rickul), Rooslepa (Roslep), Saare (Lyckholm), Spithami (Spithamn), Sutlepa (Sutlep), Suur-Nõmmküla (Klottorp), Tahu (Skåtanäs), Telise (Tällnäs), Tuksi (Bergsby), Vanaküla (Gambyn), Väike-Nõmmküla (Persåker), Österby. Správním centrem obce je vesnice Pürksi.